# Nwair
Nwair ou nv, , est un symbole phonétique utilisé dans l’alphabet dialectal suédois et un symbole non standard de l’alphabet phonétique international utilisé par certains auteurs. Il a la forme de la lettre w dans certains styles d’écriture, en particulier en italique.

## Utilisation
Dans l’alphabet dialectal suédois le nwair est utilisé pour représenter une consonne nasale labio-dentale voisée (transcrite [ɱ] avec l’alphabet phonétique international).
Charles-James N. Bailey utilise et propose en 1976 le nwair  (décrit comme un « w italique ») comme symbole de l’alphabet phonétique international pour remplacer le symbole y pour la voyelle . Par exemple, dans la transcription de certaines variétés anglaises, comme boot en anglais australien ou en anglais sud-africain, [mᵘtˀ] au lieu de [myᵘtˀ].

## Représentations informatiques
Le nwair n’a pas été codé de manière standard et n’a pas de caractère Unicode le représentant.